# PDIA3
PDIA3（protein disulfide isomerase family A member 3）もしくはERp57、GRP58は、ヒトではPDIA3遺伝子にコードされるイソメラーゼである。このタンパク質は小胞体に局在し、レクチン型シャペロンであるカルレティキュリンやカルネキシンと相互作用して、新たに合成された糖タンパク質のフォールディングを調節する。レクチンシャペロンとこのタンパク質との複合体は、糖タンパク質基質のジスルフィド結合の形成を促進することでタンパク質のフォールディングを媒介していると考えられている。

## 構造
PDIA3タンパク質は、a、b、b′、a′という4つのチオレドキシン様ドメインから構成される。a、a'ドメインはCys-Gly-His-Cys活性部位モチーフ（それぞれC57-G58-H59-C60、C406-G407-H408-C409）を持ち、触媒活性を有する。b、b′ドメインには正に帯電したカルネキシン結合部位が存在し、高度に保存された残基（K214、K274、R282）がカルネキシンのPドメインの負に帯電した残基と相互作用する。結合部位の大部分はb′ドメインによって構成されるが、bドメインのβ4-β5ループによる接触（K214）によって相互作用は強化される。触媒モチーフのN末端のシステインと基質の間で一過的にジスルフィド結合が形成され、そしてC末端のシステインがN末端システインを攻撃することで結合が切断されて基質は放出される。

## 機能
PDIA3はプロテインジスルフィドイソメラーゼ活性を有するチオール酸化還元酵素である。また、PDIA3はMHCクラスI分子のペプチドローディング複合体（PLC）の一部を構成する。PLCは抗原の最終的なコンフォメーションの形成や小胞体から細胞表面への輸送に必要不可欠である。PDIA3はカルレティキュリンやカルネキシンなどのレクチン型シャペロンと相互作用し、新たに合成されたタンパク質のフォールディングを調節する。PDIA3はジスルフィド結合の形成を促進することでタンパク質のフォールディングに関与し、カルネキシンは基質を触媒システイン残基に隣接して配置する過程を促進していると考えられている。この機能はmTORC1を活性化する酸化還元センサーとしての作用を可能にしており、ｍTOR複合体の組み立てによる酸化損傷への適応を媒介する。骨の低酸素微小環境などにおいて、PDIA3はこのようにして酸素濃度に応じた細胞成長と細胞死を調節している。さらに、PDIA3はβアクチンやビメンチンなどの細胞分裂や細胞骨格と関係したタンパク質と複合体を形成してTUBB3のフォールディングや微小管のキネトコアへの適切な接着を制御することで、骨での細胞固定を活性化する。PDIA3はSTAT3シグナル伝達など、サイトカイン依存的なシグナル伝達にも関与している。
PDIA3は膜結合型受容体として、ビタミンDシグナル（具体的にはカルシトリオール）の伝達に関与している可能性もある。

## 臨床的意義
早期の子宮頸がんにおいて、PDIA3の発現のダウンレギュレーションは予後の悪さと相関していることが示されている。またメラノーマ細胞株では、PDIA3が特定のDNA断片を結合することが示されている。PDIA3は乳がんの遠隔再発として最も一般的な、骨転移にも関与している。がんの他にも、PDIA3の過剰発現は腎線維症と関係しており、細胞外マトリックスの過剰な合成と分泌によって引き起こされる小胞体ストレスによって特徴づけられる。

## 相互作用
PDIA3は次に挙げる因子と相互作用することが示されている。 
- BACE1[17]
- ERp27（英語版）[18]
- タパシン（英語版）[10][17]
- カルレティキュリン[17]
- カルネキシン[9][10][17]